# Пам'ятний знак в честь проголошення Акту відновлення Української Соборної Держави (Вимислівка)
Пам'ятний знак в честь проголошення Акту відновлення Української Соборної Держави — унікальний пам'ятник. Розташований в селі Вимислівці Козівської громади Тернопільського району Тернопільської области України.

## Відомості
У 1941 році встановлений на високому земляному насипі до річниці проголошення Акту відновлення Української Держави.
З приходом більшовиків місцеві жителі вирішили монумент закопати біля старого храму. У 1990-х роках на старому місці насипано нову символічну могилу і відновлено на її давній пам'ятник.
Напис на стелі — «В пам’ять проголошення Самостійної Соборної Української держави 30.VI. 1941 р.».